# Ogrăzile
Ogrăzile – wieś w Rumunii, w okręgu Buzău, w gminie Merei. W 2011 roku liczyła 707 mieszkańców.